# Peppa Pig
 (mars 2024).
- Si vous ne connaissez pas le sujet, laissez ce bandeau (vous pouvez alors contacter les auteurs).
- Si vous supprimez le contenu mis en cause (vous pouvez préalablement contacter les auteurs),

argumentez précisément cette suppression dans la page de discussion
(un manque de référence n'est pas un argument ; une recherche réelle de référence doit avoir été effectuée, être formellement documentée).
Peppa Pig, ou simplement Peppa au Québec, en Belgique et à Monaco, est une série télévisée d'animation britannique créée par Neville Astley et Mark Baker, produite par Astley Baker Davies et Entertainment One, et diffusée depuis le 31 mai 2004 sur Five.
En France, la série est diffusée depuis le 11 septembre 2004 sur TiJi, rediffusée sur France 5 dans Les Zouzous depuis le 1er juillet 2007 et rediffusée sur France 4 également dans Zouzous. Elle est également diffusée sur Nickelodeon Junior. Rediffusée sur Gulli. Au Canada francophone, la série est diffusée à partir de l'automne 2008 sur TFO et à partir de 2010 sur Yoopa. Actuellement, elle diffuse sur La Chaîne Disney au Québec dans le bloc Disney Junior.

## Synopsis

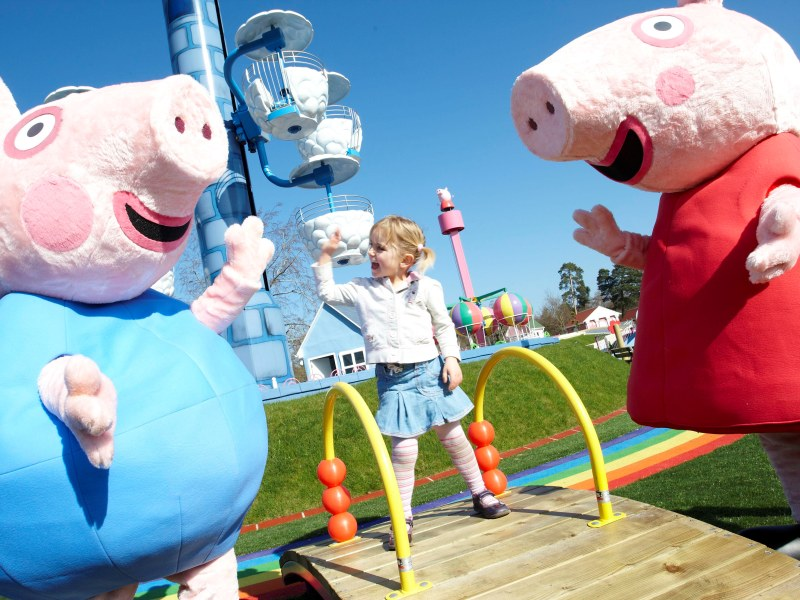
Costumes de Peppa et George à Paulton's Park.

Peppa est une petite truie qui vit avec son frère cochon George, Maman Pig et Papa Pig. Ce que Peppa préfère, c’est jouer, se déguiser, se promener dehors et sauter dans des flaques de boue avec ses amis comme Susy Sheep. Ses aventures se terminent toujours joyeusement, dans un concert de rires en se jetant par terre et en se courbant le dos.

## Fiche technique
Sauf indication contraire, les informations mentionnées dans cette section peuvent être confirmées par la base de données cinématographiques IMDb,  présente dans la section « Liens externes ».
- Titre original: Peppa Pig
- Titre français : Peppa
- Création : Neville Astley, Mark Baker
- Réalisation : Neville Astley (117 épisodes), Mark Baker (111 épisodes)
- Musique : Julian Nott (en)
- Production : Phil Davies (135 épisodes), Joan Lofts (83 épisodes)
- Sociétés de production : Astley Baker Davies Ltd., Contender Entertainment Group, Entertainment One, Grand Slamm, Children's Films, Peppa Pig, Rubber Duck Entertainment Group
- Pays de production : Royaume-Uni
- Langue originale : anglais
- Format : couleur — 1,78:1 — 35 mm — son stéréo
- Genre : animation, comédie
- Durée : 5 minutes par épisodes (sauf épisodes spéciaux de 10 et 15 minutes)
- Nombre d'épisodes : 329 (7 saisons)
- Dates de première diffusion :
  - Royaume-Uni : 31 mai 2004
  - France : 11 septembre 2004[réf. nécessaire]
  - États-Unis : 22 août 2005
  - Canada : 10 septembre 2006[réf. nécessaire]
  - Québec : 1er septembre 2008[réf. nécessaire]

## Distribution

### Voix originales
- Lily Snowden-Fine : Peppa Pig (1re voix, saison 1)
- Cecily Bloom : Peppa Pig (2e voix, saison 2)
- Harley Bird : Peppa Pig / Suzy Sheep / Zoé Zébra / Zuzu Zébra & Zaza Zébra / Émily Éléphant / Chloé Pig
- Alice May : George Pig / Richard Rabbit / Edmond Éléphant
- Morwenna Banks : Maman
- Richard Ridings : Papa Pig
- Michael Caine : Papy Pig
- Betty White : Mamie Pig
- Hugh Grant : King Pig
- Gal Gadot : Queen Pig
- Noah Schnapp : Freddy Fox / Danny Dog / Pedro Pony / Gérald Giraffe
- Jason Lee : Johnny Dead
- Elsie Fisher : Emily Elephant / Candy Cat
- Isaac Hayes : Robo Giant
- Trey Parker : Frère de Nageur
- Laura Linney : Mrs Rabbit / Miss Rabbit
- John Travolta : Mr Dog / Papy Dog / Mr Zébra / Esteban / Lee / Mr Rabbit / Mr Pony / Papy Rabbit
- Blake Clark : Mr Wolf / Mr Fox / Mr Cat / Mr Éléphant / Doctor Éléphant
- Ian McShane : Mr Bull
- John Sparkes : Narrator

### Voix américaines
- Sydney Patrick : Peppa Pig
- Oscar Cheda : Papa Pig

### Voix françaises
Cette section ne s'appuie pas, ou pas assez, sur des sources secondaires ou tertiaires indépendantes du sujet. Le texte peut contenir des analyses inexactes ou inédites de sources primaires.
Pour l'améliorer, ajoutez-en, ou placez des modèles {{Source secondaire souhaitée}} ou {{Source secondaire nécessaire}} sur les passages mal sourcés. (mars 2024)
- Coline Delhay : Peppa Pig (Aaricia Dubois : saisons 1 - 9)
- Pascal Racan : Papa Pig
- Stéphane Excoffier : Maman Pig
- Félix Deepen (1re voix, saisons 1 et 2), Arthur Dubois (2e voix) puis Achille Dubois (3e voix) : George Pig
- François Mairet : Papy Pig
- Myriam Thyrion : Mamie Pig
- Michel Hinderyckx : le narrateur
- Alayin Dubois : Suzie Sheep
- Catherine Conet : Mme Gazelle
- Maxime Donnay : Mr Wolf, Mr Fox, Mr Zebra, Dr Elephant, Agent Panda, Dr Brown Bear
- Benoît Van Dorslaer, Laurence César, Delphine Moriau, Philippe Allard, Harry Belasri, Clarisse de Vinck, Gaspard Ringelheim, Bérénice Loveniers, Nina Peeters, Simon Claeys : voix diverses

#### Version française
- Studio de doublage : New Frontier Films (saisons 1-3) puis C YOU SOON  (depuis la saison 4)
- Direction artistique : Marie-Line Landerwijn (saisons 1 à 3), Delphine Moriau (saisons 4, 5 et 7), Ioanna Gkizas (saisons 6 et 7)
- Adaptation : Maud Joskin, Thierry Renucci, Noëlle Saugout, Nicolas Barré

Sur Tiji, les voix françaises disent le nom des animaux en français. Certaines voix ne sont pas traduites. Exemples : Peppa Pig = Peppa Cochon ; Suzie Sheep = Suzie Mouton ; Danny Dog = Danny Chien ; Zoé Zebra = Zoé Zèbre ; Pedro Pony = Pedro Poney ; etc.

## Personnages

### Famille Pig

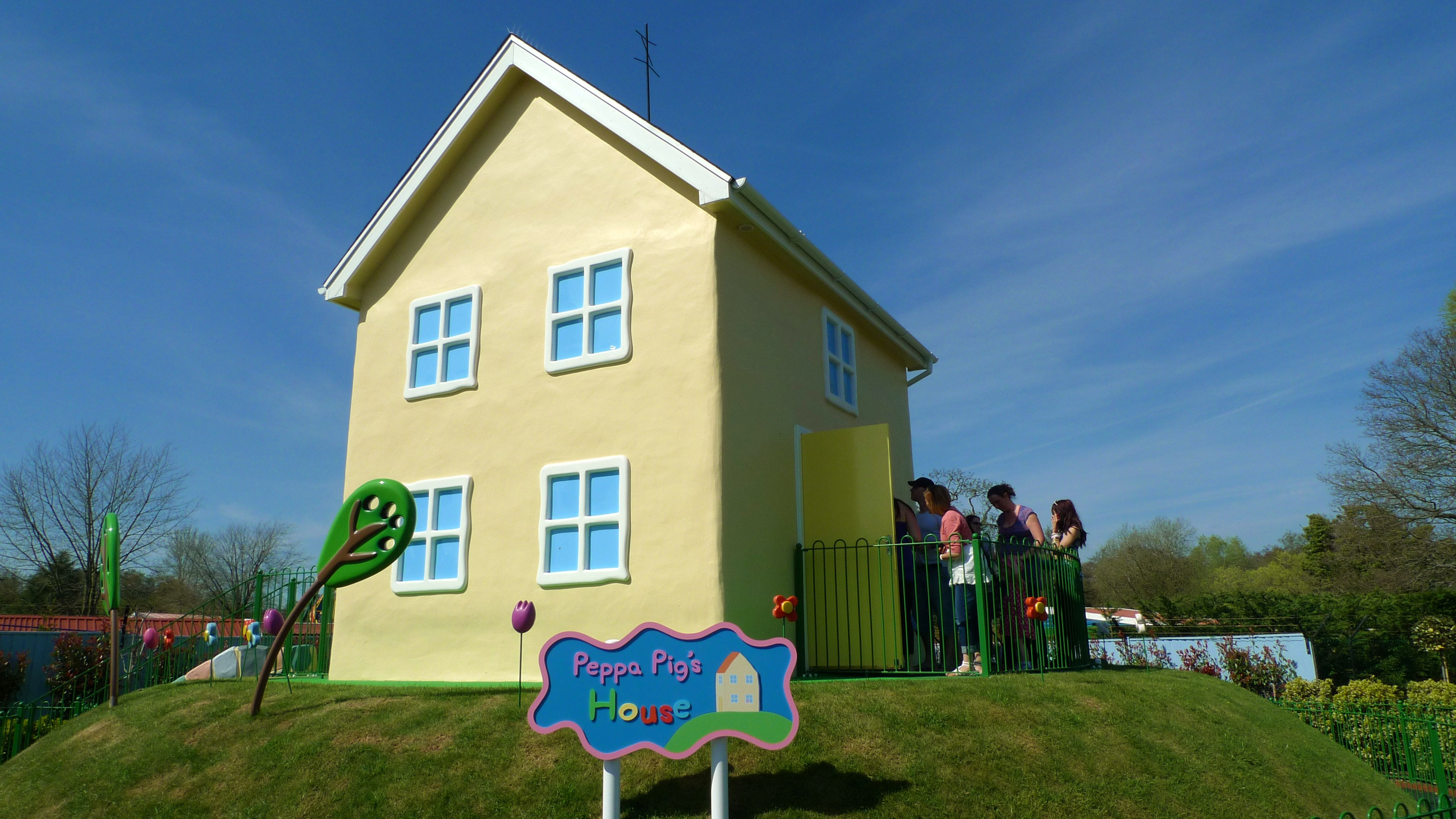
Reproduction de la maison de la famille Pig.

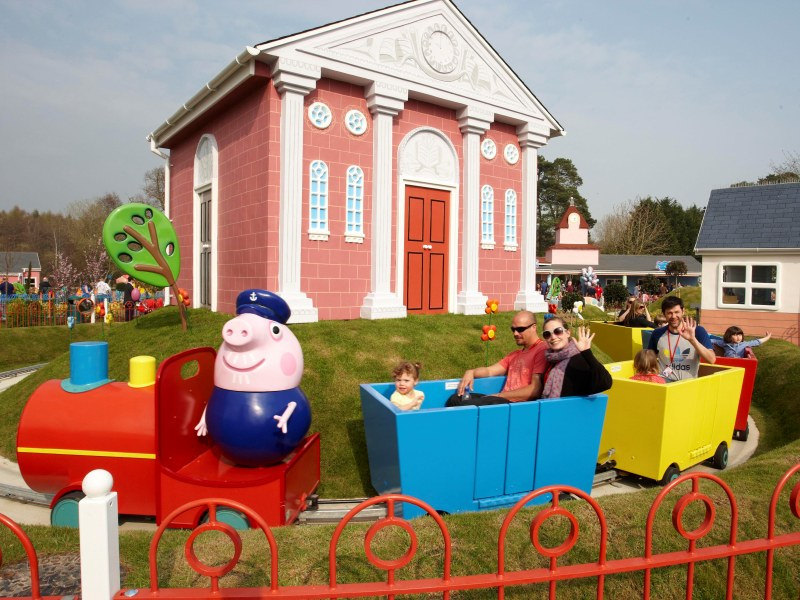
Papy Pig dans une attraction de Paulton's Park.

Parmi les principaux personnages, peuvent être cités au sein de la famille Pig :
- Peppa Pig – C'est le personnage principal de la série. Elle adore sauter dans les flaques de boue, jouer avec son ours en peluche qui s'appelle Teddy, penser être la plus belle et aller à l'aire de jeu. Peppa a quatre ans comme le montre l'épisode de Mon anniversaire. Elle porte une robe rouge.
- George Pig – C'est le frère cadet de Peppa. Il est souvent vu avec son jouet préféré, un dinosaure qui est nommé « Monsieur Dinosaure ». Ses pleurs à chaudes larmes sont présents dans de nombreux épisodes et sont sa spécialité. Souvent, il pleure car il a peur de quelque chose, ou bien à cause de Peppa qui le taquine. George a deux ans comme le montre l'épisode l'Anniversaire de George. Il possède le meilleur souffle de sa famille, ce qui lui permet de jouer de la corne.
- Evie Pig - c'est la petite sœur de peppa et Georges ( c'est la petite dernière de la famille )
- Maman Pig - Maman Pig est la mère de Peppa, George et Evie. Elle travaille à la maison sur son ordinateur. Elle travaille également comme pompier volontaire dans la saison 3. Comme la plupart des femmes adultes (à l'exception de Madame Gazelle). En 2025, on a annoncé sa grossesse au monde entier, faisant agrandir la petite famille[6].
- Papa Pig – Papa Pig, est le père de Peppa, George et Evie. Dans l'épisode La Nouvelle Maison, on apprend qu'il travaille comme architecte. Il porte des lunettes à cause de sa mauvaise vue.
- Papy Pig – C'est le père de Maman Pig et le grand-père de Peppa, George et Evie. Il aime le jardinage et la voile. Bien que les deux se disputent souvent, il est le meilleur ami de Papy Dog. Il a un train qui marche sans rails nommée Gertrude.
- Mamy Pig – C'est la mère de Maman Pig et la grand-mère de Peppa, George et Evie. Elle adore le parfum. Elle cultive des pommes dans son verger près de sa maison ainsi que des légumes dans son jardin.
- Chloé Pig – C'est la cousine de Peppa, George et Evie, et la grande sœur d’Alexandre. Elle est amie avec Belinda Bear et ils aiment bien taquiner Peppa. Elle porte une robe jaune. Du fait de son âge plus élevé elle ne va pas dans la même école que Peppa et George.
- Goldie - Personnage muet, il est le poisson rouge de Peppa et vit dans un aquarium.
- Polly - Perroquet de Papy Pig et Mamy Pig.

### Autres personnages
- Mme Gazelle - C'est l'institutrice de tous les enfants présents dans la série, elle a également été l'institutrice de tous les parents.
- Mr Zebra - Le papa de Zoé Zebra, une camarade et amie de Peppa, il est facteur et bricoleur.
- Suzy Sheep - C'est la meilleure amie de Peppa.
- Richard Rabbit - C'est le meilleur ami de George.
- Mademoiselle Rabbit - Vendeuse de crème glacée et caissière à l'épicerie. Elle conduit également le taxi, pilote l'hélicoptère. Mademoiselle Rabbit fait presque tous les métiers.
- Madame Rabbit - À ne pas confondre avec Mademoiselle Rabbit, sa sœur, c'est la mère de Richard et Rebecca Rabbit.
- Danny Dog - C'est un garçon chien, qui adore le football et les voyages en bateau.
- Emily Éléphant - Emily Éléphant est l'amie de Peppa. Elle aime jouer avec des blocs de construction. Son jeu préféré est le même que celui de Peppa : sauter dans les flaques de boue.
- Pedro Poney - Pedro Poney est l'ami de Peppa et le fils de l'opticien M. Poney. Pedro est assez maladroit et souvent en retard. Il aime faire semblant d'être un cow-boy et sait jouer du ukulélé.
- Zoé Zebra - Zoé Zebra  est la fille de M. Zebra le facteur. Elle aime aider son père à distribuer le courrier.
- Gérald Girafe - Gérald Girafe est l'un des amis de Peppa. Il est très grand et est le fils de M. Girafe qui travaille au zoo.
- Kylie Kangourou - C'est la correspondante australienne de Peppa.

## Épisodes

### Première saison (2004-2005)
1. Les Flaques de boue (Muddy Puddles)
2. À la recherche de Monsieur Dinosaure (Mr. Dinosaur is Lost)
3. Ma meilleure amie (Best Friend)
4. Polly le perroquet (Polly Parrot)
5. Cache-cache (Hide and Seek)
6. La halte-garderie (The Playgroup)
7. Maman Pig travaille (Mummy Pig at Work)
8. Le Cochon du milieu (Piggy in the Middle)
9. Papa Pig a perdu ses lunettes (Daddy Loses his Glasses)
10. Le Jardinage (Gardening)
11. Le Hoquet (Hiccups)
12. Les Vélos (Bicycles)
13. La Boîte à secrets (Secrets)
14. Le Cerf-volant (Flying a Kite)
15. Le Pique-nique (Picnic)
16. Les Instruments de musique (Musical Instruments)
17. Grenouilles, Vers et Papillons (Frogs and Worms and Butterflies)
18. Les Déguisements (Dressing Up)
19. Les Nouvelles Chaussures (New Shoes)
20. La Fête de l'école (The School Fete)
21. L'Anniversaire de Maman Pig (Mummy Pig's Birthday)
22. La Fée dent de lait (The Tooth Fairy)
23. La Nouvelle Voiture (The New Car)
24. La Chasse au trésor (Treasure Hunt)
25. Pas très bien (Not Very Well)
26. La Neige (Snow)
27. Le Château aux quatre vents (Windy Castle)
28. Ma cousine Chloé (My Cousin Chloé)
29. Les Crêpes (Pancakes)
30. La Garderie à domicile (Babysitting)
31. La Leçon de danse (Ballet Lesson)
32. L'Orage (Thunderstorm)
33. Le Lavage de la voiture (Cleaning the Car)
34. Le Déjeuner (Lunch)
35. Le Camping (Camping)
36. La Princesse fatiguée (Sleepy Princess)
37. La Cabane dans l'arbre (The Tree House)
38. Les Déguisements (Fancy Dress Party)
39. Le Musée (The Museum)
40. Une chaude journée (Very Hot Day)
41. Les Marionnettes de Chloé (Chloé's Puppet Show)
42. Papa fait de l'exercice (Daddy Gets Fit)
43. Le Rangement (Tidying Up)
44. L'Aire de jeu (The Playground)
45. Papa accroche une photo (Daddy Puts Up a Picture)
46. À la plage (At the Beach)
47. Madame pattes géantes (Mister Skinnylegs)
48. Le Bateau de grand-père (Grandpa Pig's Boat)
49. Le Supermarché (Shopping)
50. Mon anniversaire (My Birthday Party)
51. La Caméra de Papa (Daddy's Movie Camera)
52. La pièces de théâtre (School Play)

### Deuxième saison (2006-2007)
Diffusée à partir du 4 septembre 2006.
1. Les Bulles (Bubbles)
2. Emilie Éléphant (Emily Elephant)
3. Les Vacances de Polly (Polly's Holiday)
4. Le Jour de sortie de Teddy (Teddy's Day Out)
5. Un mystère (Mysteries)
6. L'Ami de George (George's Friend)
7. Monsieur l'Épouvantail (Mr. Scarecrow)
8. Un vent d'automne (Windy Autumn Day)
9. La Capsule de temps (The Time Capsule)
10. Les Flaques d'eau de mer (Rock Pools)
11. Le Recyclage (Recycling)
12. La Mare aux petits bateaux (The Boat Pond)
13. L'Embouteillage (Traffic Jam)
14. Le Coucher (Bedtime)
15. Jour de sport (Sports Day)
16. L'Examen de la vue (The Eye Test)
17. Le Garage de Papy Dog (Granddad Dog's Garage)
18. Jour de brume (Foggy Day)
19. La Vente de charité (Jumble Sale)
20. Tous à la piscine (Swimming)
21. Les Petites Bêtes (Tiny Creatures)
22. Le Bureau de Papa Pig (Daddy Pig's Office)
23. L'Île aux pirates (Pirate Island)
24. George attrape un rhume (George Catches a Cold)
25. Le Voyage en montgolfière (The Balloon Ride)
26. L'Anniversaire de George (George's Birthday)
27. Betsy la tondeuse (The Long Grass)
28. Zoé Zébra, la fille du facteur (Zoe Zebra, the Postman's Daughter)
29. La Peinture (Painting)
30. La Pendule à coucou (Cuckoo Clock)
31. Alexandre le petit cousin (The Baby Piggy)
32. Le Petit Train de Papy Pig (Grandpa's Little Train)
33. Une promenade à vélo (The Cycle Ride)
34. Le Patin à glace (Ice Skating)
35. Chez le dentiste (The Dentist)
36. Le château (Dens)
37. L'Ami imaginaire (Pretend Friend)
38. Excursion en montagne (School Bus Trip)
39. La Maison de Rebecca Rabbit (Rebecca Rabbit)
40. Le Sentier de randonnée (Nature Trail)
41. Le Correspondant (Pen Pal)
42. Le Grenier de Mammy et Pappy Pig (Granny and Grandpa's Attic)
43. La Dispute (The Quarrel)
44. L'Armoire à jouets (The Toy Cupboard)
45. Vive le camping (School Camp)
46. Capitaine Papa Pig (Captain Daddy Pig)
47. La Panne de courant (The Powercut)
48. La Balle rebondissante (Bouncy Ball)
49. Les Étoiles (Stars)
50. L'Anniversaire de papa (Daddy Pig's Birthday)
51. La Soirée pyjama (Sleepover)
52. Une froide journée d'hiver (Cold Winter Day)
53. Le Noël de Peppa (Peppa's Christmas) - épisode spécial

### Troisième saison (2009-2010)
Diffusée à partir du 4 mai 2009.
1. Travailler et s'amuser (Work and Play)
2. L'Arc-en-ciel (The Rainbow)
3. La Toux de Pedro (Pedro's Cough)
4. La Bibliothèque (The Library)
5. Le Camping-car (The Camper Van)
6. Vacances en camping-car (Camping Holiday)
7. Le Compost (Compost)
8. Richard Rabbit vient jouer à la maison (Richard Rabbit Comes to Play)
9. La Course rigolote (Fun Run)
10. La Lessive (Washing)
11. La Croisière de Polly (Polly's Boat Trip)
12. Delphine Donkey (Delphine Donkey)
13. Le camion de pompier (The Fire Engine)
14. Princesse Peppa (Princess Peppa)
15. Teddy Maternello (Teddy Playgroup)
16. La Fête d'anniversaire (Danny's Pirate Party)
17. La Visite de monsieur Patate (Mr Potato Comes to Town)
18. Le Voyage en train (The Train Ride)
19. Les Poules de Mamie Pig (Granny Pig's Chickens)
20. La Journée des jeunes talents (Talent Day)
21. Le Voyage sur la Lune (A Trip To the Moon)
22. Le Terrain de jeu (Grandpa at the Playground)
23. Goldie le poisson rouge (Goldie the Fish)
24. La Fête foraine (Funfair)
25. Les Chiffres (Numbers)
26. Un trou dans la route (Digging up the Road)
27. Freddy Fox (Freddy Fox)
28. Apprendre à siffler (Whistling)
29. La Tortue de la doctoresse Hamster (Doctor Hamster's Tortoise)
30. Mer, soleil et neige (Sun, Sea and Snow)
31. L'Ordinateur de Papy Pig (Grandpa Pig's Computer)
32. L'Hôpital (Hospital)
33. Le Printemps (Spring)
34. L'Hélicoptère de mademoiselle Rabbit (Miss Rabbit's Helicopter)
35. Bébé Alexandre (Baby Alexander)
36. Le Phare de Papy Rabbit (Grampy Rabbit's Lighthouse)
37. Le Jour de repos de mademoiselle Rabbit (Miss Rabbit's Day Off)
38. Le Club secret (The Secret Club)
39. Le Chantier naval de Papy Rabbit (Grampy Rabbit's Boatyard)
40. Secouer, racler, taper (Shake, Rattle and Bang)
41. Papa Pig, champion du monde (Champion Daddy Pig)
42. Le Moulin à paroles (Chatterbox)
43. Le camion de monsieur Fox (Mr Fox's Van)
44. Les Amis de Chloé (Chloé's Big Friends)
45. Le Cours de gymnastique (Gym Class)
46. Le Mûrier (The Blackberry Bush)
47. La Poterie (Pottery)
48. Les Avions en papier (Paper Aeroplanes)
49. L'Anniversaire d'Edmond Éléphant (Edmond Elephant's Birthday)
50. La Plus Grande Flaque de boue du monde (The Biggest Muddy Puddle in the World)
51. La Grotte du père Noël (Santa's Grotto)
52. La Visite du père Noël (Santa's Visit)

### Quatrième saison (2011-2012)
Diffusée à partir du 23 mai 2011.
1. Patata-Parc (Potato City)
2. La Nouvelle Maison (The New House)
3. Le Match de basket (Basketball)
4. Dada-Cabriole (Horsey Twinkle Toes)
5. Titine la tortue (Naughty Tortoise)
6. Le Magasin de monsieur Fox (Mr Fox's Shop)
7. Les Ombres (Shadows)
8. La Fête internationale (International Day)
9. Le Jeu spécial jour de pluie (The Rainy Day Game)
10. La Bosse de Maman Rabbit (Mummy Rabbit's Bump)
11. Pedro le cowboy (Pedro the Cowboy)
12. Le Jardin de Peppa et George (Peppa and George's Garden)
13. La Vétérinaire volante (The Flying Vet)
14. Kylie Kangourou (Kylie Kangaroo)
15. Capitaine Papa Dog (Captain Daddy Dog)
16. Le Parc aux dinosaures de papy Rabbit (Grampy Rabbit's Dinosaur Park)
17. Une histoire pour George (Bedtime Story)
18. Les Clefs perdues (Lost Keys)
19. Le Nouveau Dinosaure de George (George's New Dinosaur)
20. Le Petit Train de Papy Pig (Grandpa Pig's Train to the Rescue)
21. Le Concours d'animaux (The Pet Competition)
22. La Toile d'araignée (Spider Web)
23. Une nuit bruyante (The Noisy Night)
24. Le Puits à souhaits (The Wishing Well)
25. Le Spectacle de Noël de monsieur Patate (Mr Potato's Xmas Show)
26. La Fête d'adieu de madame Gazelle (Madame Gazelle's Leaving Party)
27. La Reine (The Queen)
28. L'Île déserte (Desert Island)
29. Le Parfum (Perfume)
30. La Fête des enfants (Children's Fete)
31. Le Grand Aquarium (The Aquarium)
32. La Voiture de course de George (George's Racing Car)
33. Le Petit Bateau (The Little Boat)
34. Le Bac à sable (The Sandpit)
35. Les Animaux nocturnes (Night Animals)
36. Le Départ en vacances (Flying on Holiday)
37. La Maison de vacances (The Holiday House)
38. Vacances au soleil (Holiday in the Sun)
39. La Fin des vacances (End of the Holiday)
40. Les Miroirs (Mirrors)
41. Pedro le retardataire (Pedro is Late)
42. Le Terrain de jeu / Les Jeux de plein air (Garden Games)
43. En bateau ! (Going Boating)
44. Le Magasin de porcelaine (Mr Bull in a China Shop)
45. Les Fruits (Fruits)
46. Le Ballon de George (George's Balloon)
47. Le Cirque de Peppa (Peppa's Circus)
48. Le Bassin aux poissons (Fish Pond)
49. La Montagne blanche (Snowy Mountain)
50. Papy Rabbit dans l'espace (Grampy Rabbit in Space)
51. Dans l'ancien temps (The Olden Days)
52. Le Coffre au trésor (Pirate Treasure)

### Cinquième saison (2016-2018)
Diffusée à partir du 24 octobre 2016 jusqu'à 21 septembre 2018.
1. Les jeux d'imagination (Playing Pretend)
2. Le Château (The Castle)
3. Le taxi de mademoiselle Rabbit (Miss Rabbit's Taxi)
4. Les trottinettes (Scooters)
5. Le concours de citrouilles (Pumpkin Competition)
6. Gérald Girafe (Gerald Giraffe)
7. Le saut en parachute (Parachute Jump)
8. Le Lapin de Pâques (Easter Bunny)
9. Le cours de science (Simple Science)
10. Le projet scolaire (School Project)
11. Le livre de Maman Pig (Mummy Pig's Book)
12. La serre de Papy Pig (Grandpa Pig’s Greenhouse)
13. Molly Mole (Molly Mole)
14. Bouger en rythme (Move to Music)
15. Londres (London)
16. La police (The Police)
17. Le zoo (The Zoo)
18. La péniche (Canal Boat)
19. L'Outback (Australia Part 1 - The Outback)
20. Le surf (Australia Part 2 - Surfing)
21. La grande barrière de corail (Australia Part 3 - The Great Barrier Reef)
22. Le boomerang (Australia Part 4 - Boomerang)
23. Les comptines (Nursery Rhymes)
24. Les masques (Masks)
25. Chantierland (Digger World)
26. L'hôpital pour jouets (The Doll Hospital)
27. L'anniversaire de Wendy Wolf (Wendy Wolf's Birthday)
28. Le bonnet en laine de George (George's Woolly Hat)
29. Le bateau à voile (Sailing Boat)
30. Les jeux gonflables (Soft Play)
31. Le marché (The Market)
32. Le Père Noël (Father Christmas)
33. Le Voyage À Paris (Peppa Goes to Paris)
34. La Mare de Papy Pig (Grandpa Pig’s Pond)
35. Il Était Une Fois (Once Upon A Time)
36. Le Poste de Police (Police Station)
37. Quand Je Serai Grande (When I Grow Up)
38. L'Ambulance (The Ambulance)
39. Les Docteurs (Doctors)
40. Mr Super Patate (Super Potato)
41. L'Aéroglisseur de Papy Rabbit (Grampy Rabbit's Hovercraft)
42. Le Bon Point (Playgroup Star)
43. Le Carnaval (The Carnival)
44. La Nouvelle Route de Mr Bull (Mr. Bull's New Road)
45. La Grotte (Caves)
46. L'Avion Miniature de Papy Pig (Grandpa’s Toy Plane)
47. Les Nouveaux Vêtements de George (George's New Clothes)
48. La Maison de Madame Gazelle (Madame Gazelle's House)
49. Un Long Voyage en Train (Long Train Journey)
50. Suzy Déménage (Suzy Goes Away)
51. Mini-Monde (Tiny Land)
52. Les Timbres (Stamps)

### Sixième saison (2019-2020)
Diffusée à partir du 31 mars 2019.
1. Les sœurs jumelles pandas (The Panda Twins)
2. Le nouvel an chinois (Chinese New Year)
3. Mandy Mouse (Mandy Mouse)
4. La flûte (Recorders)
5. Le cours de relaxation de mademoiselle Rabbit (Miss Rabbit's Relaxation Class)
6. La contravention (Parking Ticket)
7. Des tas de flaques de boue (Lots of Muddy Puddles)
8. La fête des pères (Fathers Day)
9. La musique rigolote (Funny Music)
10. Boutons d'or, marguerites et pissenlits (Buttercups, Daisies and Dandelions)
11. Le circuit à billes (The Marble Run)
12. Le détecteur de métaux de Papy Pig (Grandpa Pig's Metal Detector)
13. La journée mondiale du livre (World Book Day)
14. Le festival des enfants (Children's Festival)
15. Le festival de la boue (Muddy Festival)
16. Les fraises (Strawberries)
17. L'anniversaire de Papy Pig (Grandpa Pig's Birthday)
18. La mini ferme (Petting Farm)
19. Pizza ! Pizza ! (Pizza! Pizza!)
20. Téléland (TV Land)
21. La journée romaine (Roman Day)
22. L'observation des oiseaux (Bird Spotting)
23. Les aventures de Super Patate (Super Potato Movie)
24. La partie de batte et balle (Bat and Ball)
25. Le trésor des pirates (Buried Treasure)
26. Noël à l'hôpital (Christmas at The Hospital)
27. La Saint valentin (Valentine's Day)
28. La journée parfaite (The Perfect Day)
29. Activité petit-déjeuner (Breakfast Club)
30. Le jardin botanique (The Botanical Gardens)
31. le Quiz fruits et légumes de Monsieur Patate (Mr Potato's Fruit and Vegetable Quiz)
32. La journée Viking (Viking Day)
33. Des instruments de musique qu'on fabrique soi-même (Made Up Musical Instruments)
34. Quand on sera grandes (In the Future)
35. Un gros cadeau pour la doctoresse Hamster (Doctor Hamster's Big Present)
36. Les papillons (Butterflies)
37. Le Jet Pack de Papy Rabbit (Grampy Rabbit's Jet Pack)
38. Détective Patate (Detective Potato)
39. La voiture électrique (Electric Car)
40. Mamie à l'âge de pierre (Stone Age Granny)
41. Le voyage dans l'espace (Space Adventure !)
42. L'entrainement du pompier (Fire station practice)
43. Mr Bull, maître d'école (Mr Bull Teacher)
44. Les petits chercheurs (Looking for things)
45. Les poèmes (Poems)
46. S il te plaît et merci (Please and Thank You)
47. Les glaces (Ice Cream)
48. Le musée des sciences (The Science Museum)
49. Le Jukebox (Jukebox)
50. Les éoliennes (Windmill)
51. L'anniversaire de Mandy Mouse (Mandy Mouse's Birthday)
52. Le château de sable (The Sand Castle)

Épisodes Bonus:
Peppa Pig : Les bottes ďor,Le noël De Peppa

### Septième saison (2021-2023)
Diffusée à partir du 5 mars 2021.
1. L'Amérique (America)
2. Le dîner (The Diner)
3. La région des canyons (Canyon Country)
4. Hollywood (Hollywood)
5. La moto (Motorbiking!)
6. Le trésor marin (Sea Treasure)
7. Le clin d'oeil (Monkey Has a Cough)
8. La voiture de police (Police Car)
9. Le triple saut ! (Hop, Skip, Jump!)
10. Le sauvetage de mademoiselle Rabbit (Rescuing Miss Rabbit!)
11. Le journal de Peppa (Peppa's Diary)
12. La partie de golf (Playing Golf)
13. Le safari des petites bestioles (Creepy Crawly Safari)
14. Les cerceaux (Hoops)
15. Le parc (The Park)
16. Le canot de sauvetage (The Life Boat)
17. Le panier garni (Lucky Hamper)
18. La gelée (Jelly)
19. L'apprentissage de la propreté (Potty Training)
20. Le trampoline (Trampolines)
21. Le bilan de santé (Health Check)
22. Le skateboard (Skateboarding)
23. L'escalade (Mountain Climbing)
24. Le bateau de police (Police Boat)
25. Le tracteur (The Tractor)
26. Noël chez Kylie kangourou (Christmas with Kylie Kangaroo)
27. Les Sports d'Hiver (Winter Games)
28. La fête sous-marine (Undersea Party)
29. Le club-house (The Clubhouse)
30. Le club des détectives (Detective Club)
31. Le magasin du club-house (Clubhouse Shop)
32. Les aventuriers du club-house (Clubhouse Adventure)
33. Les langues étrangères (Talking)
34. Le club des p'tits loups (Woodland Club)
35. La chambre de pirate de Danny (Danny's Pirate Bedroom)
36. La station météo (Weather Station)
37. Les cochons d'inde (Guinea Pigs)
38. La disco-patinoire (Roller Disco)
39. Le jardin de pierres de Papy Pig (Grandpa's Rock Garden)
40. Le magasin solidaire (Charity Shop)
41. Les portraits de famille (Families)
42. Le hibou (The Owl)
43. Le pommier (The Apple Tree)
44. La haute colline (The Big Hill)
45. Les hippies (Hippies)
46. L'hôtel des insectes (Bug Hotel)
47. Jeux de parachute (Parachute Games)
48. Les freeze-bees (Flying Disks)
49. La séance d'entraînement (Kiddie Workout)
50. Les petites voitures (Little Cars)
51. Le parc d'aventure (Monkey Trees)
52. Le cadeau de Noël de Papy Pig (Grandpa Pig's Christmas Present)
53. La balade en canoë  (Canoe Trip)
54. La maison des vacances (The Holiday)
55. Le parc aquatique (The Water Park)
56. La fête des dinosaures (Dinosaur Party)
57. La fête de super-héros (Superhero Party)
58. La journée avec la doctoresse Hamster (A Day with Doctor Hamster)
59. Le jardin de l'école (Playgroup Garden)
60. Le bowling (Bowling)
61. Le cours de natation (Swimming Lesson)
62. Vacances en croisière  (Cruise Ship Holiday)
63. Vacances en pleine mer (Holiday on the Sea)
64. La visite de l'île tropicale (Tropical Day Trip)
65. Retour à la maison (Sailing Home)

### Huitième  saison (2023-)
1. Le robot de Papy (Grandpa’s Robot)
2. Les jeux sur papiers (paper games)
3. Les nuages (Clouds)
4. Mr. Bull nettoie le fleuve ()
5. L'eménagement de mamy sheep ()
6. Les cartons (cardbord Boxes)
7. La salle de jeux avec plats a emporter (Takeoway clubhouse)
8. Les talkies-walkies (Walkies talkies)
9. Le bureau de Peppa (Peppa Office)
10. Le petit martinet ()
11. Ce que font les bébés (What babies do)
12. Les lunettes (Lenses)
13. L igloo (Igloo)
14. Monsieur Bull se marie
15. Les préparatifs du mariage
16. Le jour du mariage
17. Le bus d anniversaire
18. Soirée cinéma
19. La journée de l'art à domicile
20. Le bois de fleurs sauvages
21. Jouer quand il fait chaud
22. Tour de magie
23. Le bâton sauteur
24. Jeux de raquettes
25. Le tracteur
26. Les amis de caravane
27. L'anniversaire de Chloé

## Interdiction en Chine
Peppa Pig a été interdit en Chine en raison de l'effet produit sur les enfants. Le dessin animé est accusé d'avoir un impact négatif sur les enfants. La Chine a notamment dénoncé les effets pervers d'une commercialisation de Peppa.

## Distinctions
- British Academy Television Awards 2005 : meilleure animation pré-scolaire
- Festival international du film d'animation d'Annecy 2005 : Cristal de la production télévisée pour l'épisode Mummy Pig at Work.

## Produits dérivés

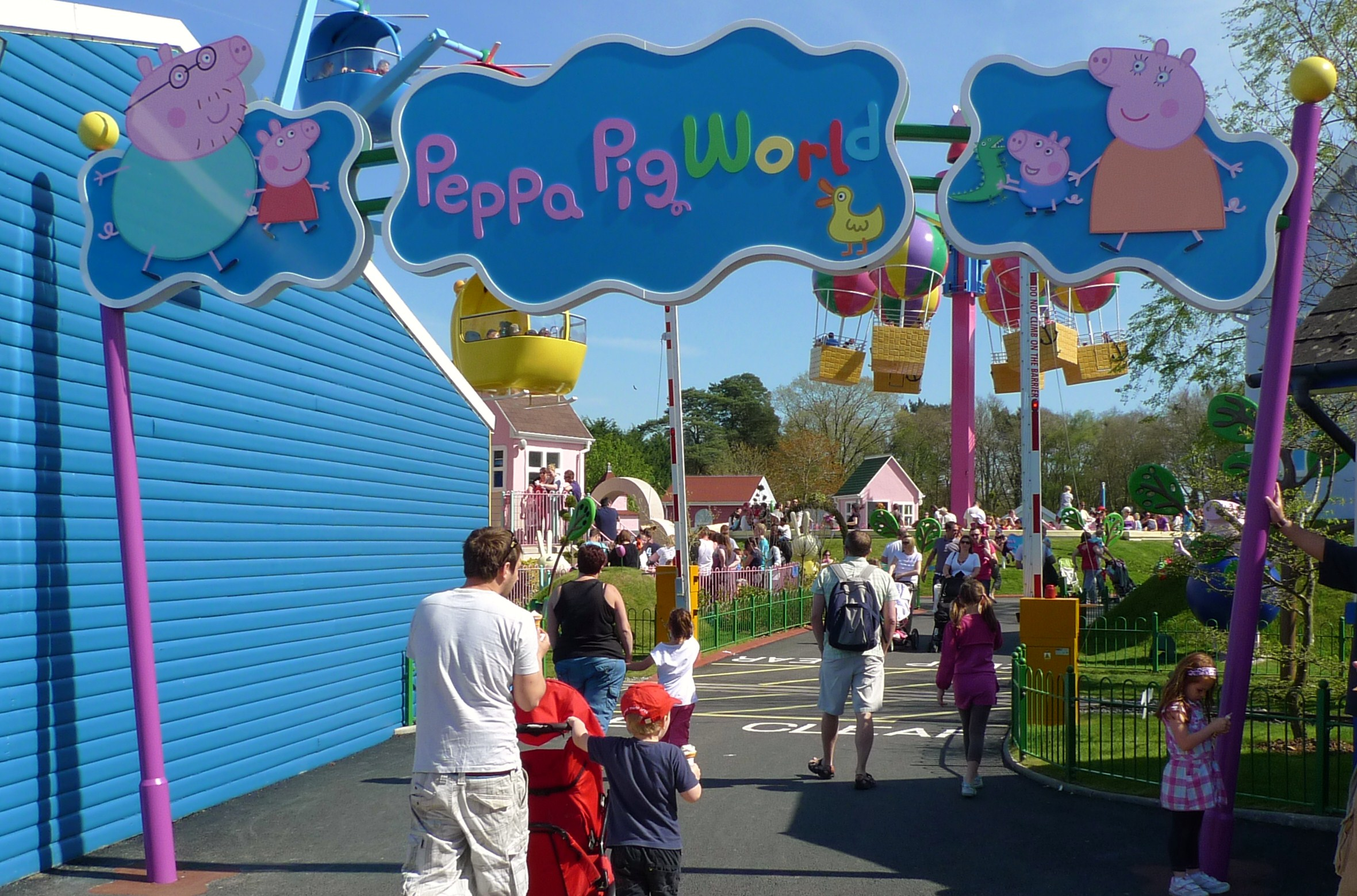
Entrée de Peppa Pig World à Paulton's Park.

Un spectacle avec des marionnettes en volume, intitulé Peppa Pig Live, a été tiré de la série.
Elle a également été adaptée en jeux vidéo :
- Peppa Pig : Puddles of Fun, CD-ROM pour PC.
- Peppa Pig : The Game sur la console Nintendo Wii et console portable Nintendo DS.
- Mon amie Peppa Pig sur la console Nintendo Switch.

Un parc d'attraction anglais, license by Technical Director Kim Seok Dong Animation Setup Choi Jin Won Park Jun YoungSites officiels : peppapig.com et peppapig.co.uk, possède toute une zone dédié à Peppa Pig, appelée  Peppa Pig World.
Peppa Pig est également sorti au cinéma dans le cadre de longs métrages réunissant des épisodes inédits et des interludes musicaux : Peppa au cinéma (Peppa's Cinema Party) en 2024 et Peppa rencontre le bébé, au cinéma (Peppa Meets the Baby Cinema Experience) en 2025. Dans la version originale, Orlando Bloom et Katy Perry doublent des voix du film de 2024.

## Galerie

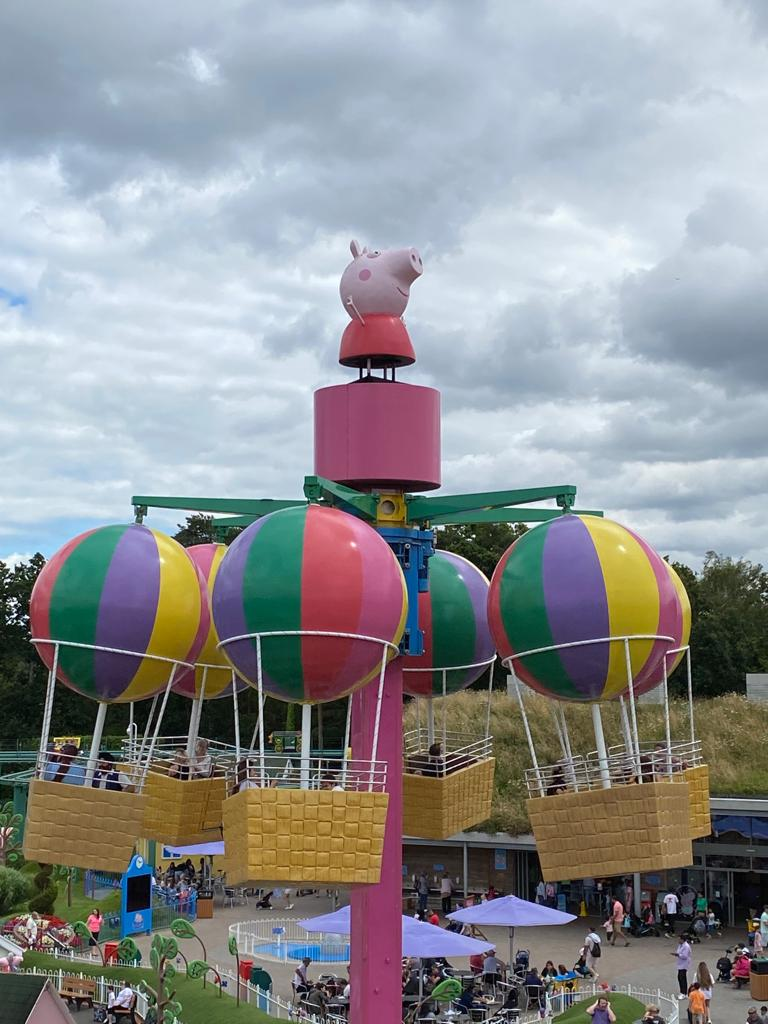
Attraction Peppa Pig à Paulton's Park.
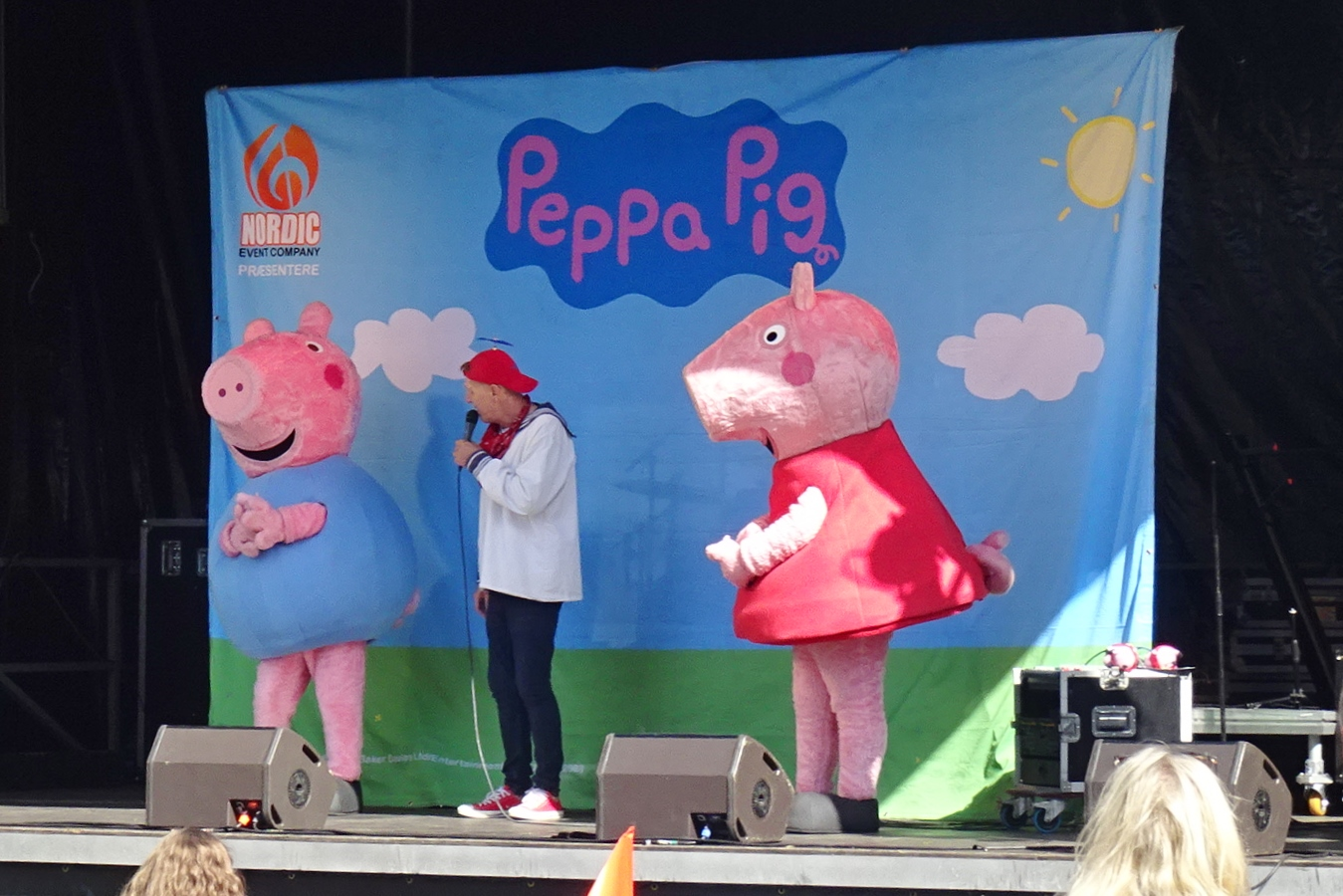
Spectacle avec Peppa Pig sur scène à Copenhague.
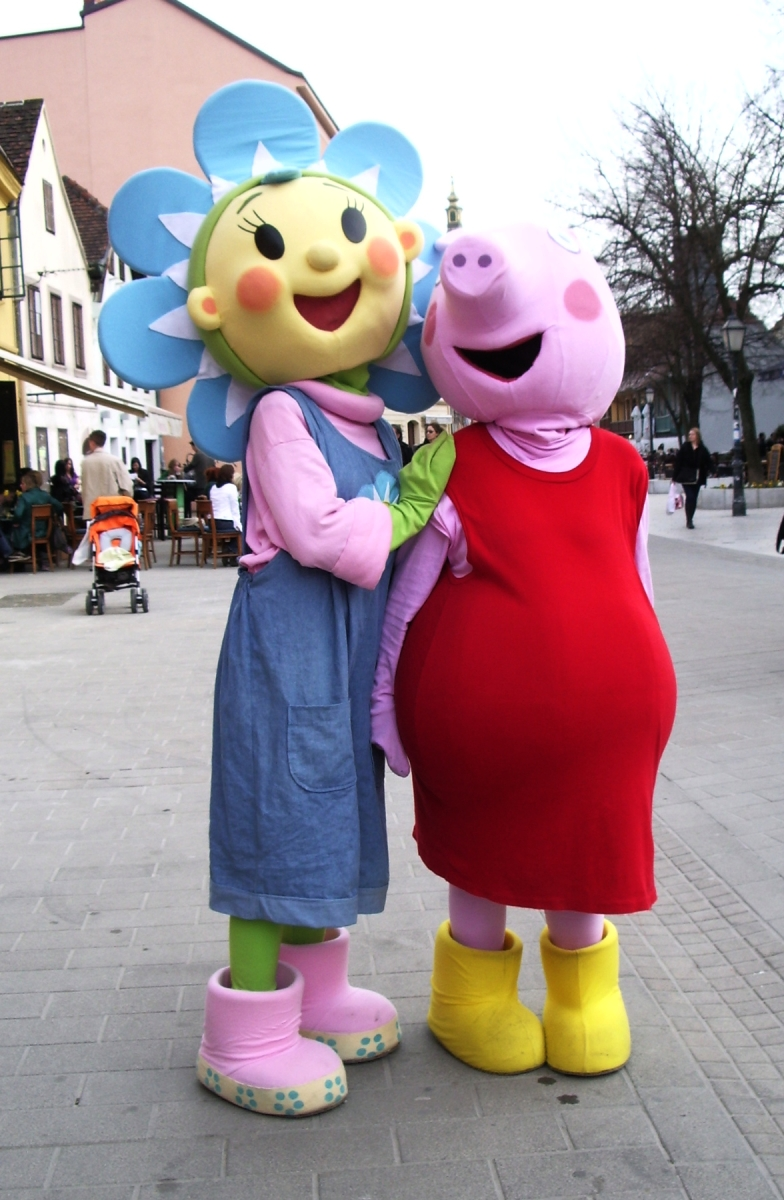
Costumes de Peppa Pig et de Fifi, de la série Fifi et ses floramis, à Zagreb.
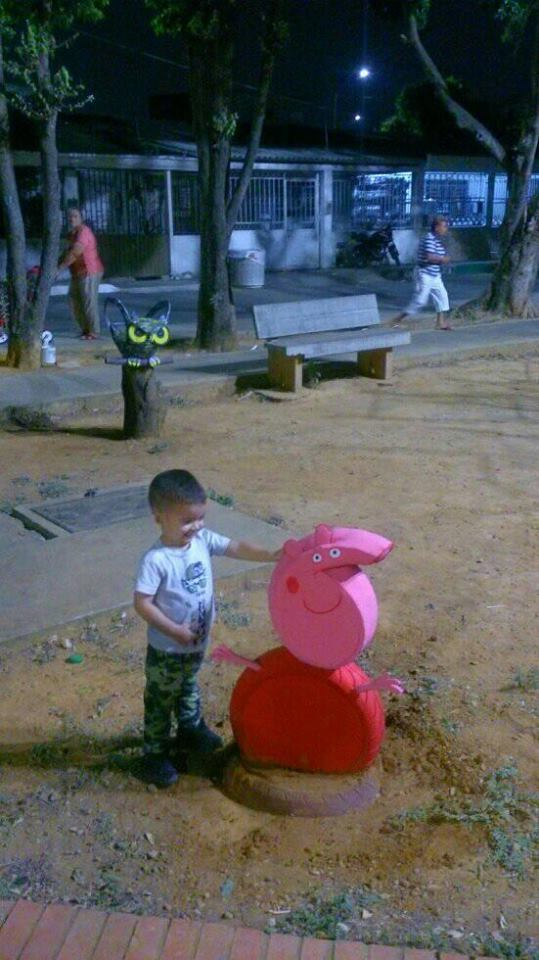
Peppa Pig fabriqué à partir de pneus recyclés en Colombie.